# Kleiner Baalsee
Der Kleine Baalsee ist ein Gewässer in Walkmühle, einem Wohnplatz des Ortsteils Dranse der Stadt Wittstock/Dosse im Landkreis Ostprignitz-Ruppin im Land Brandenburg.
Das Gewässer liegt nordöstlich der Stadt auf der Gemarkung von Dranse und dort nordöstlich des Dorfzentrums. Nördlich ist der Wohnplatz Kuhlmühle, der ebenfalls zu Dranse gehört. Zusammen mit dem Großen Baalsee und dem Dranser See ist dies gleichzeitig auch der nordwestliche Rand des Naturparks Stechlin-Ruppiner Land.
Der See wird 1573 erstmals urkundlich als Klein Balen erwähnt. Der Name kommt aus dem polabischen *bala für 'feuchte Niederung'.